# Klarissenkloster Meran

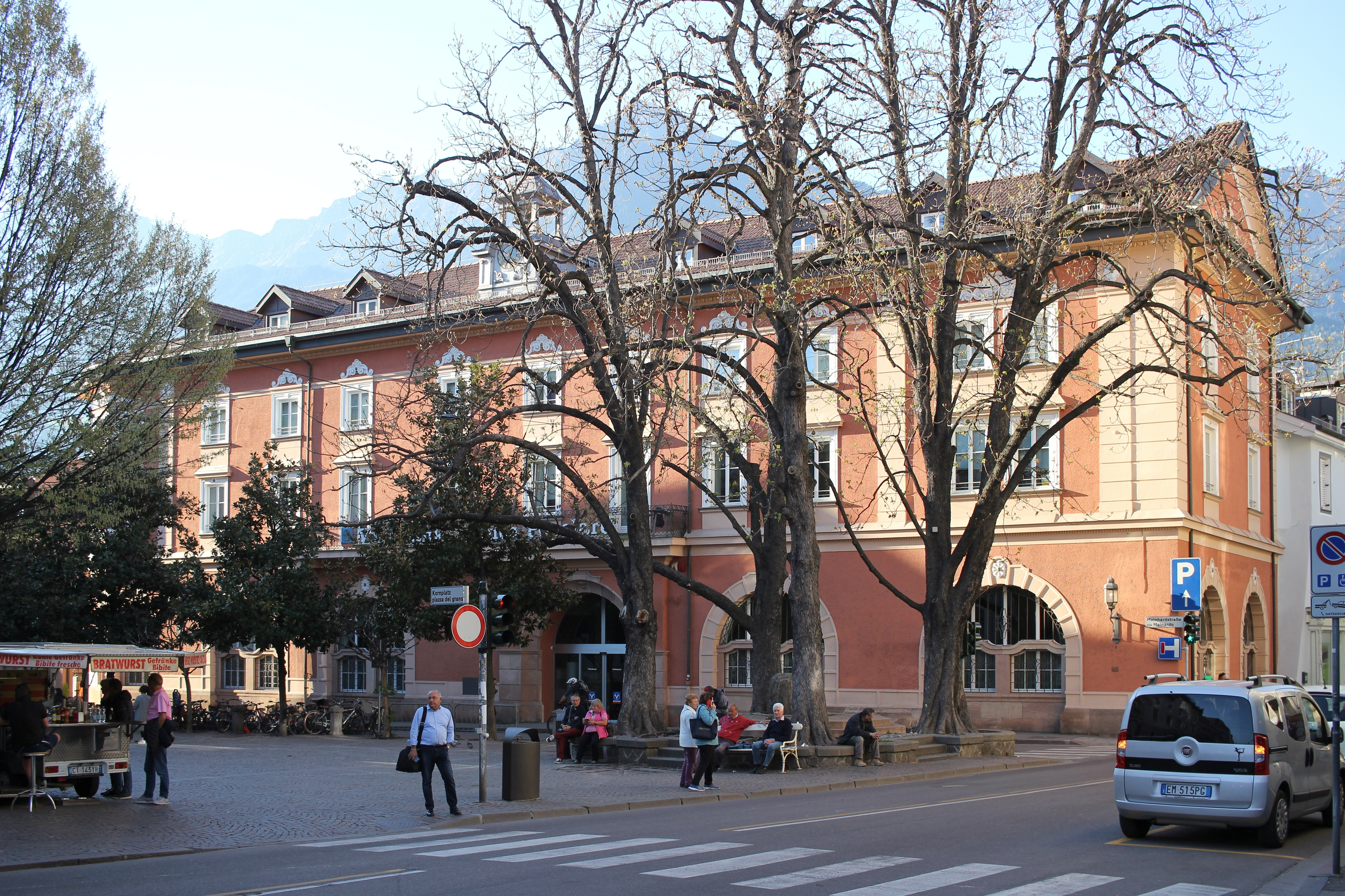
Ehemaliger Klostertrakt 2019

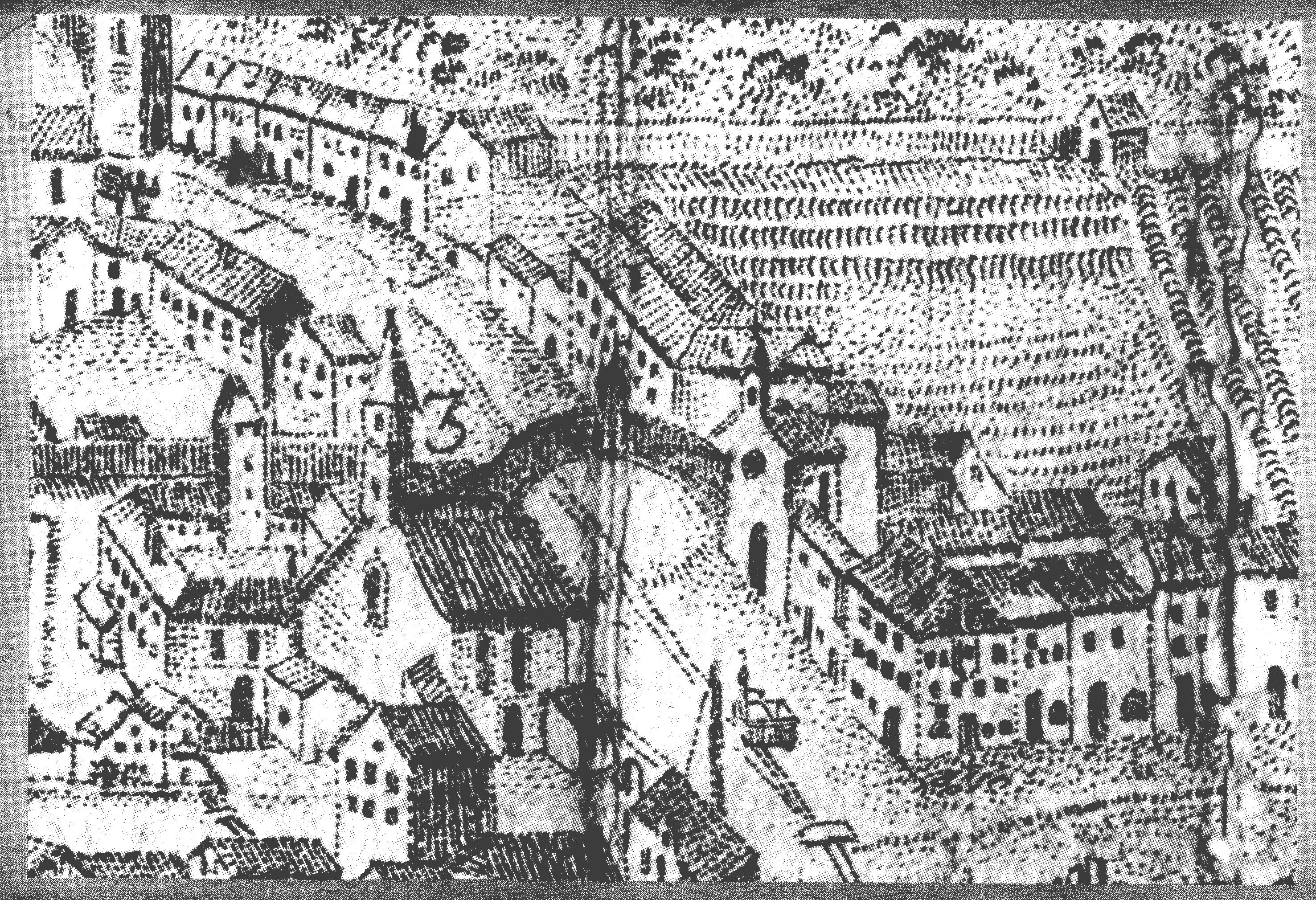
Klarissenkloster Meran – Kupferstich von Benedikt Auer, 1750

Das 1309 gegründete Klarissenkloster in Meran war das älteste Kloster in Meran.

## Geschichte
Das Kloster wurde von Herzogin Euphemia (1281–1347), der Ehefrau von Otto III., dem Grafen von Tirol, gestiftet. Es befand sich mit dessen Marienkirche am Kornplatz, dem damaligen Markt, und grenzte an den Rennweg. Zum Kloster gehörte auch die Katharinenkapelle auf der gegenüberliegenden Seite des Rennwegs. Damit die Nonnen unter Wahrung der Klausur diese aufsuchen konnten, wurde 1603 ein Schwibbogen errichtet, der das Kloster mit der Kapelle verband. Während der Bauernkriege wurde das Kloster 1525 geplündert.  
Im Rahmen der Josephinischen Kirchenreform wurde das Kloster 1782 säkularisiert, die Gebäude wurden abgerissen oder verkauft. Die Marienkirche wurde 1794 zunächst als Wohnhaus adaptiert und 1921 von Adalbert Wietek zur Spar- und Vorschusskasse (heutige Volksbank) umgebaut. In dieser wurden Reste von Wandgemälden der Kirche wieder angebracht. Die Katharinenkapelle wurde als Wohnhaus umgebaut, Reste der Kapelle sind noch am Rennweg 70–72 zu sehen. Zwei Kreuzgänge sind erhalten geblieben. In einen von diesen wurde ein Teil der Fresken der Marienkirche durch Cassian Dapoz übertragen. Seit 1960 stehen die Reste des Klosters unter Denkmalschutz. 